# 4857 Altgamia
4857 Altgamia è un asteroide della fascia principale. Scoperto nel 1984, presenta un'orbita caratterizzata da un semiasse maggiore pari a 2,3552552 UA e da un'eccentricità di 0,2307416, inclinata di 24,47472° rispetto all'eclittica.